# ساندو

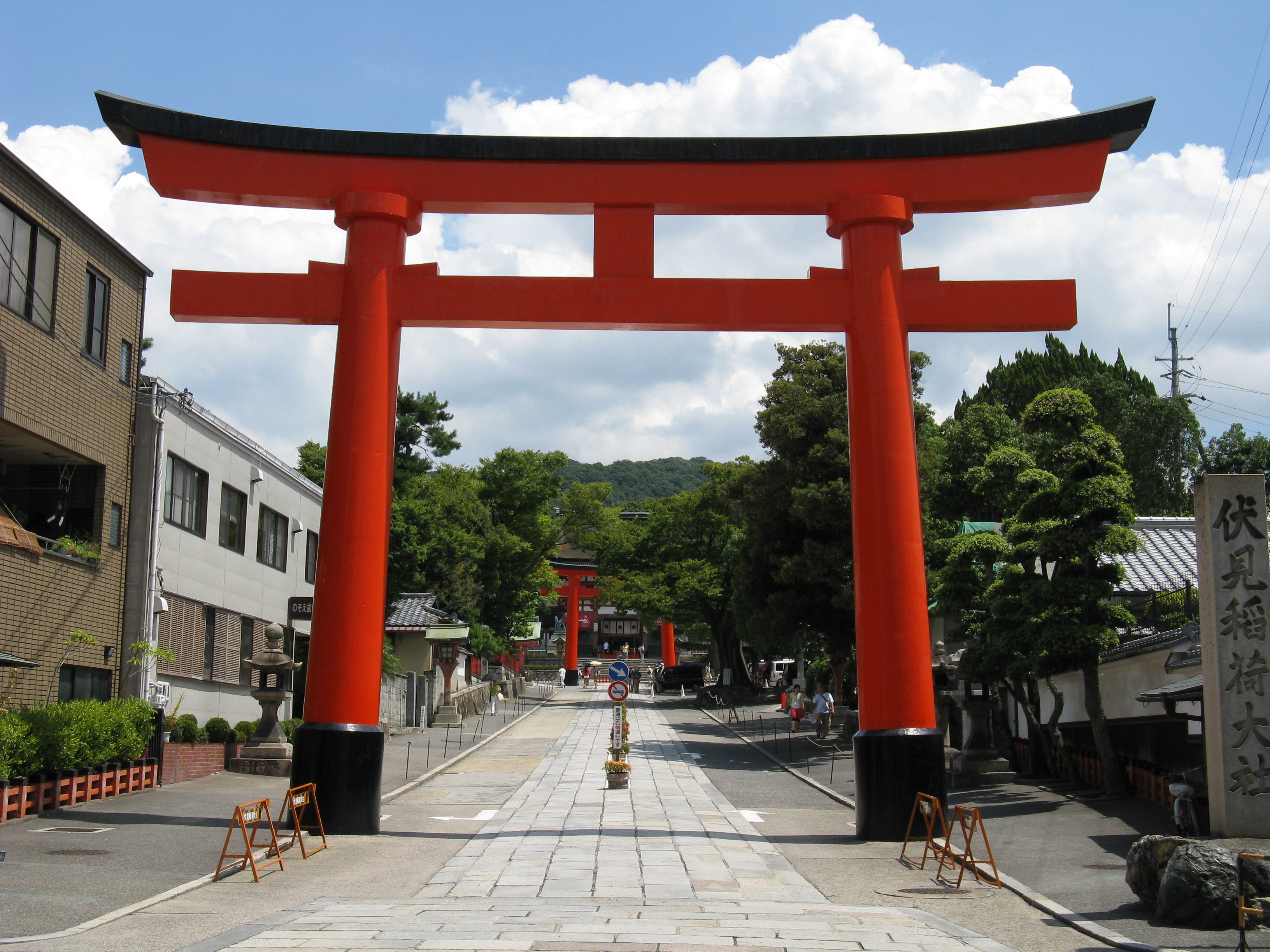
ساندو در معبد هیشیمی ایناری تایشا در کیوتو.

ساندو (به ژاپنی: 参道, Sandō) به جاده یا راه باریک منتهی به یک زیارتگاه در زبان ژاپنی گفته می‌شود. از لحاظ فنی، این راه ورودی از اولین توری زیارتگاه شروع و به محراب پرستشگاه ختم می‌شود، لیکن در محاورهٔ عامیانه حتی جاده های معمولی منتهی به یک معبد را هم ممکن است به این نام بخوانند. این مطلب به ویژه وقتی صحت دارد که یک یا چند توری زیارتگاهی در خیابان های معمولی قرار گرفته باشند، اما حتی وقتی که توری ای وجود نداشته باشد، باز ممکن است از این نام استفاده شود. از این رو در توکیو بزرگراه اصلی منتهی به معبد میجی به نام اوموته‌ساندو (ورودی اصلی) خوانده می‌شود، در حالی که دو ورودی دیگر زیارتگاه را ورودی غربی و ورودی شرقی می‌خوانند. در داخل محوطهٔ زیارتگاه این ورودی معمولاً به شکل یک جادهٔ باریک خاکی است که قطعات سنگ و شن و ماسه بر روی آن ریخته شده‌است.

## نگارخانه

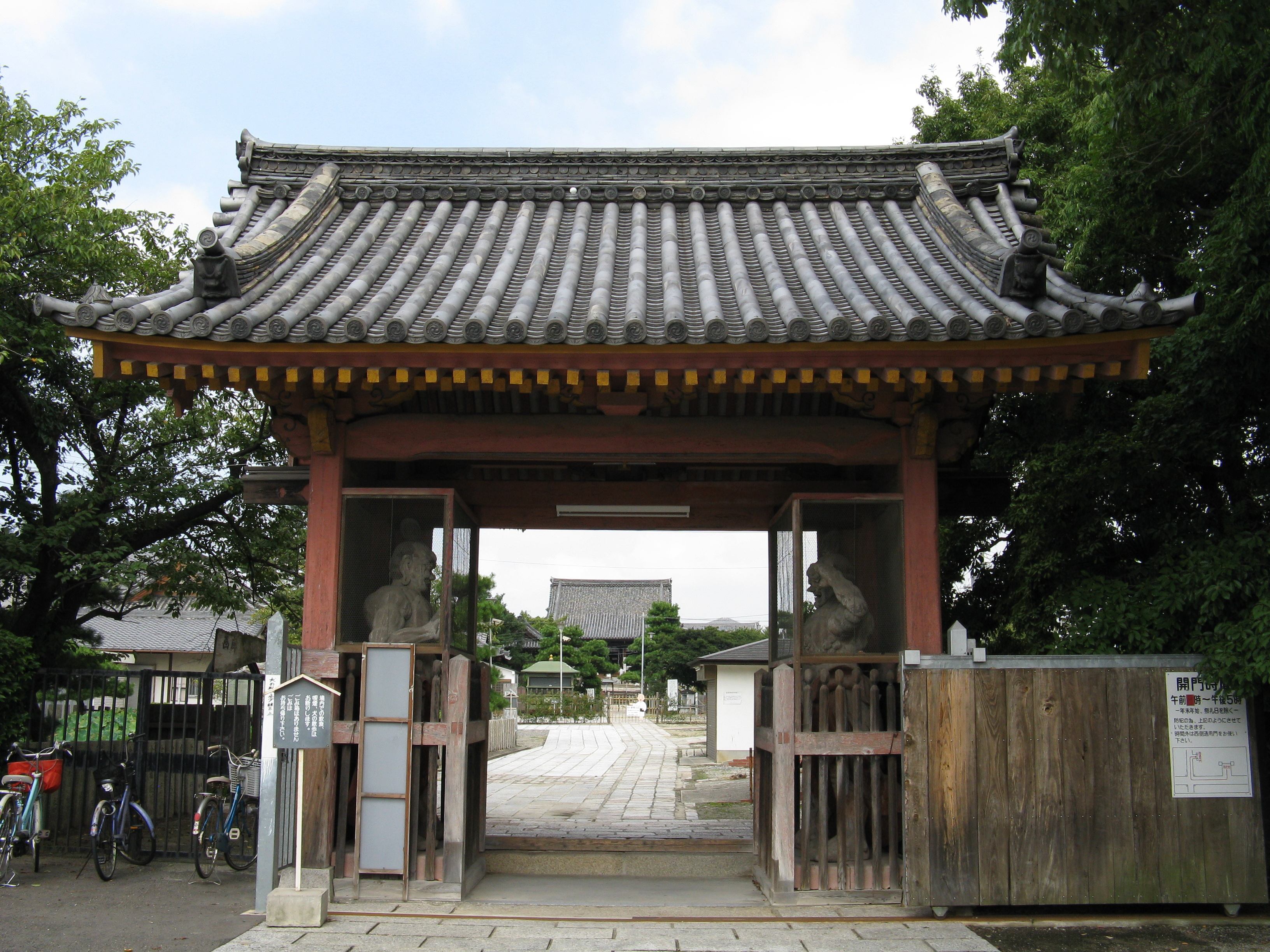
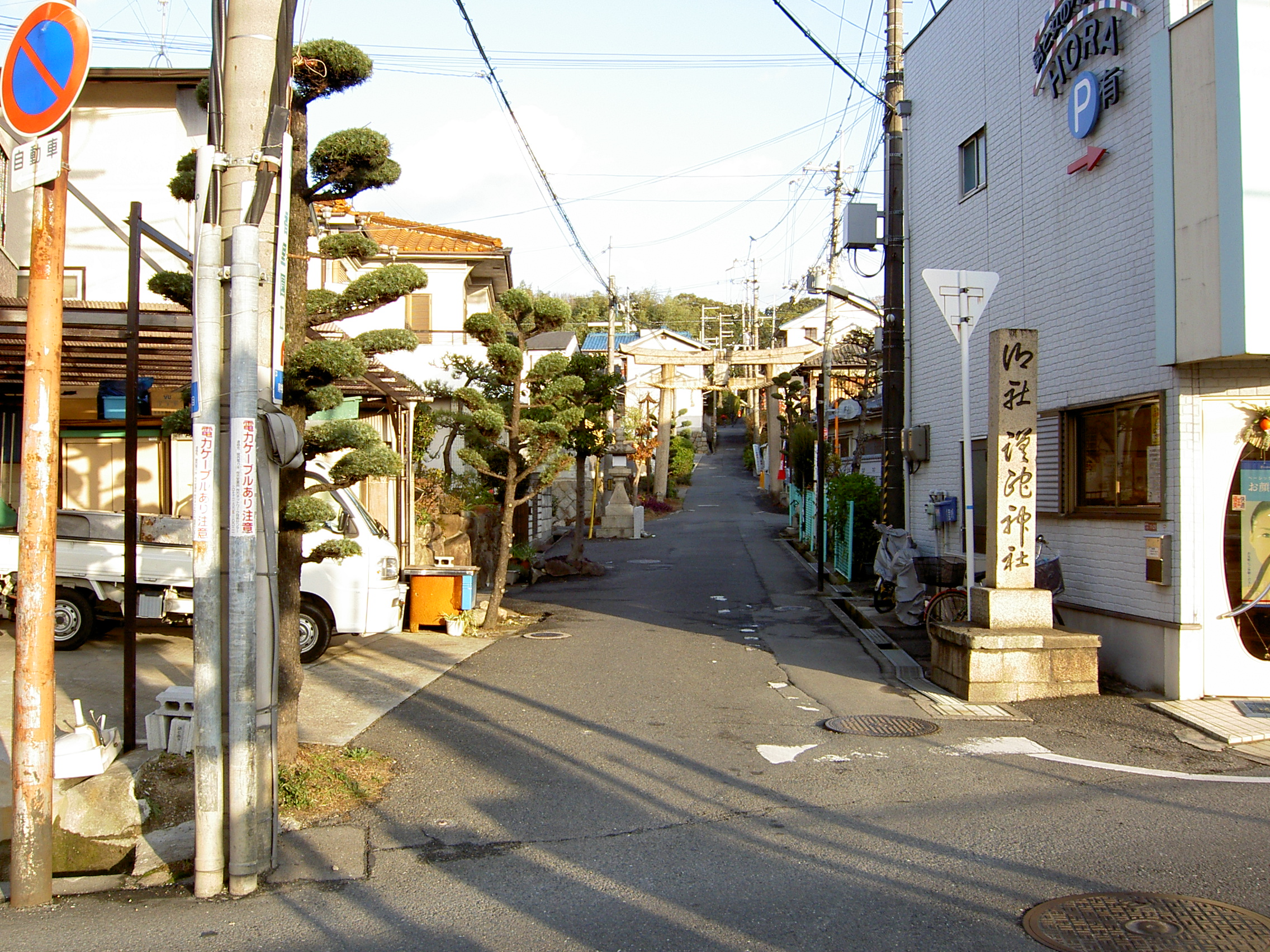
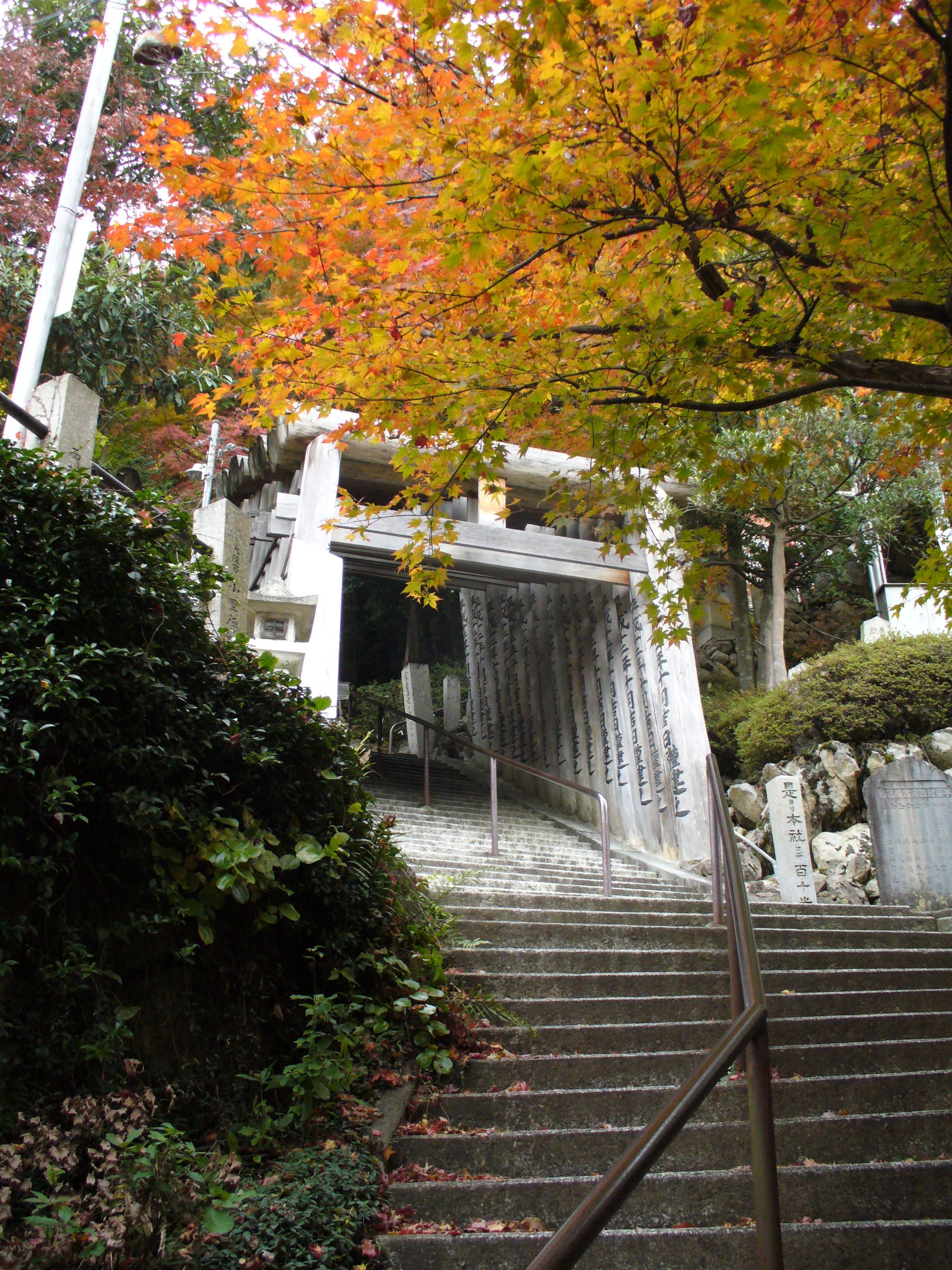
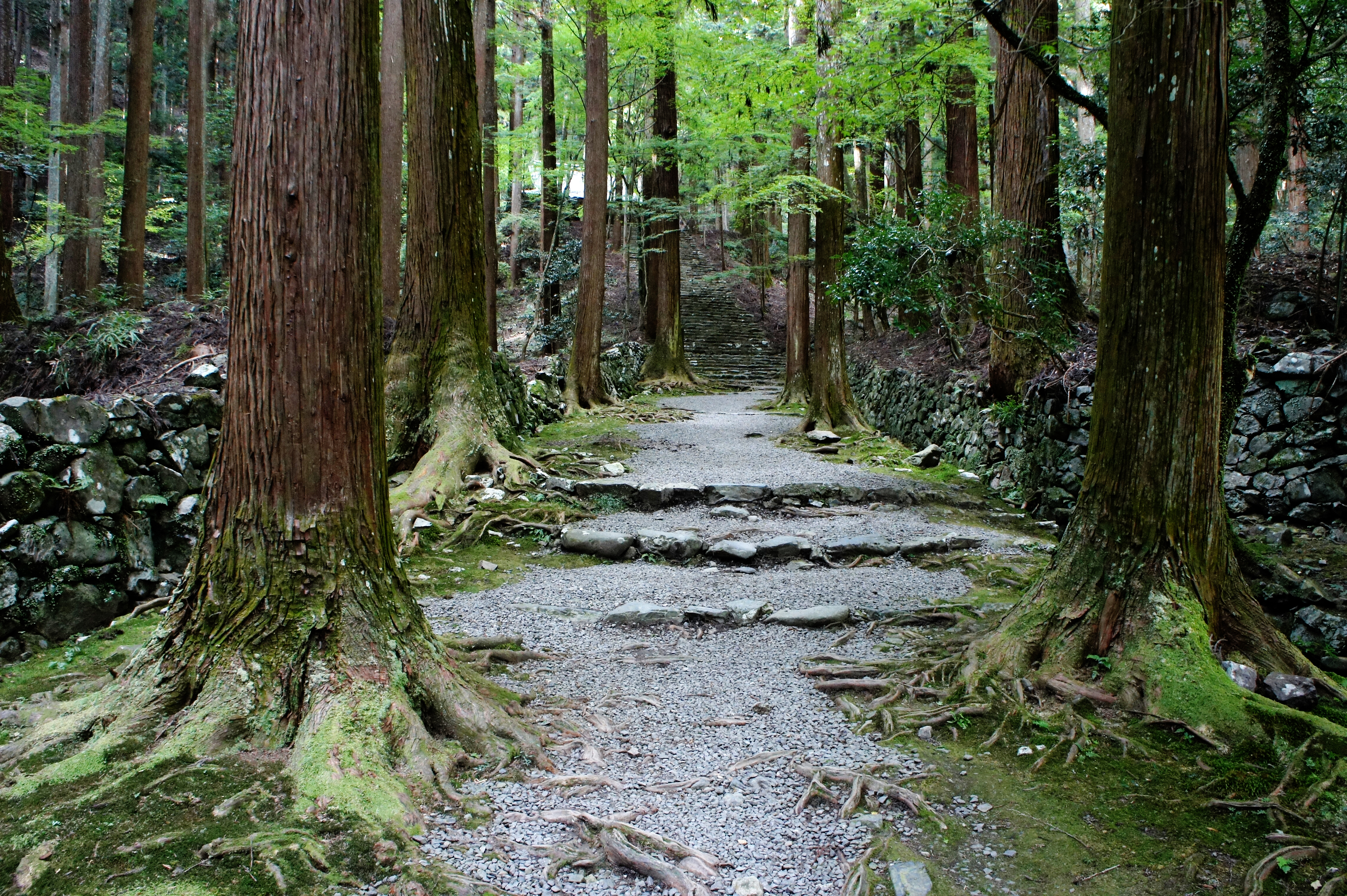